# تيم كوتش
تيم كوتش (بالإنجليزية: Tim Couch)‏ هو لاعب كرة قدم أمريكية أمريكي، ولد في 31 يوليو 1977 في هايدن في الولايات المتحدة.

## وصلات خارجية
- تيم كوتش على موقع إي إس بي إن.كوم (أن.أف.أل)3
- تيم كوتش على موقع مرجع كرة القدم المحترفة.كوم (الإنجليزية)